# X Games de Invierno Aspen 2015
La XIX edición de los X Games de Invierno se celebró en Aspen (Estados Unidos) entre el 21 y el 25 de enero de 2015 bajo la organización de la empresa de televisión ESPN.
Se disputaron pruebas de esquí acrobático y snowboard.

## Medallistas de esquí acrobático

### Masculino
| Evento     | Oro                             | Plata                           | Bronce                       |
| ---------- | ------------------------------- | ------------------------------- | ---------------------------- |
| Big air    | Vincent Gagnier · Canadá        | Bobby Brown Estados Unidos      | Elias Ambühl · Suiza         |
| Slopestyle | Nicholas Goepper Estados Unidos | Joss Christensen Estados Unidos | Alex Bellemare · Canadá      |
| Superpipe  | Simon d'Artois · Canadá         | Kevin Rolland Francia           | Alex Ferreira Estados Unidos |

### Femenino
| Evento     | Oro                            | Plata                      | Bronce                         |
| ---------- | ------------------------------ | -------------------------- | ------------------------------ |
| Slopestyle | Emma Dahlström · Suecia        | Keri Herman Estados Unidos | Dara Howell · Canadá           |
| Superpipe  | Maddison Bowman Estados Unidos | Ayana Onozuka Japón        | Brita Sigourney Estados Unidos |

## Medallistas de snowboard

### Masculino
| Evento         | Oro                        | Plata                    | Bronce                      |
| -------------- | -------------------------- | ------------------------ | --------------------------- |
| Campo a través | Kevin Hill · Canadá        | Omar Visintin · Italia   | Nate Holland Estados Unidos |
| Big air        | Mark McMorris · Canadá     | Maxence Parrot · Canadá  | Yuki Kadono Japón           |
| Slopestyle     | Mark McMorris · Canadá     | Ståle Sandbech · Noruega | Sven Thorgren · Suecia      |
| Superpipe      | Danny Davis Estados Unidos | Taku Hiraoka Japón       | Iouri Podladtchikov · Suiza |

### Femenino
| Evento         | Oro                               | Plata                         | Bronce                      |
| -------------- | --------------------------------- | ----------------------------- | --------------------------- |
| Campo a través | Lindsey Jacobellis Estados Unidos | Dominique Maltais · Canadá    | Nelly Moenne-Loccoz Francia |
| Slopestyle     | Silje Norendal · Noruega          | Jamie Anderson Estados Unidos | Christy Prior Nueva Zelanda |
| Superpipe      | Chloe Kim Estados Unidos          | Kelly Clark Estados Unidos    | Torah Bright Australia      |